# Gelasius Palestinský
Svatý Gelasius Palestinský byl v 5. století křesťanský mnich a poustevník.
Žil jako poustevník blízko města Nikopolis kde byl postřižen na mnicha. Zúčastnil se roku 451 Chalkedonského koncilu kde vroucně bránil pravoslaví.
Jeho svátek se slaví 31. prosince.